# Грант Холоуей
Стенли Грант Холоуей (на английски: Stanley Grant Holloway) e американски лекоатлет, състезател по бягане с препятствия и спринтьор. Той е трикратен шампион на 110 m бягане с препятствия от световните първенства по лека атлетика в Доха (2019 г.), Юджийн (2022 г.) и Будапеща (2023 г.), както и златен медалист от олимпиадата в Париж (2024 г.) и сребърен медалист от олимпиадата в Токио (2021 г.) в същата дисциплина.

## Биография
Холоуей е роден на 19 ноември 1997 г. в Чесапийк, щата Вирджиния, САЩ.